# محمد یزبک
محمد یَزبِک (زادهٔ ۱۹۵۰) روحانی شیعه لبنانی است. وی از بنیانگذاران حزب‌الله لبنان و رئیس شورای قضایی و فقهی این سازمان است.